# IC 3969
IC 3969 — галактика типу C+C+C () у сузір'ї Волосся Вероніки.
Цей об'єкт міститься в оригінальній редакції індексного каталогу.